# Гренланд
Гренланд (дан. Grønland) је највеће острво на свету, смештено између Северно леденог океана и Атлантског океана, источно од Канадског Арктичког архипелага. Гренланд је самоуправна аутономна територија под суверенитетом Данског краљевства.
Иако је географски и етнички арктичка нација и део Северне Америке, политички и историјски је више везан за Европу. Атлантски океан је гренландска граница на југу, Гренландско море на истоку, Северни ледени океан на северу и Бафинов залив на западу. Најближе државе Гренланду су Исланд на истоку и Канада на западу. Гренланд је највеће острво на свету, као и највећа зависна територија. На острву се такође налази и највећи национални парк. Иако је физиографски део континента Северне Америке, Гренланд је политички и културно повезан са Европом (посебно Норвешком и Данском, колонијалним силама) више од миленијума, почев од 986. године. Већину његових становника чине Инуити, чији су се преци мигрирали са Аљаске кроз Северну Канаду, постепено се насељавајући на острво до 13. века.
Данас је становништво концентрисано углавном на југозападној обали, док је остатак острва ретко насељен. Гренланд је подељен на пет општина - Сермерсок, Кујалек, Кекерталик, Кеката и Аваната. Постоје два неинкорпорисана подручја (земљишно подручје којим не управља општина) − Национални парк Североисточни Гренланд и Авио база Туле којом управља Америчко ратно ваздухопловство. Три четвртине Гренланда покривено је јединим трајним леденим покривачем изван Антарктика. Са популацијом од 56.583 према подацима из 2022. године, то је најмање густо насељена регија на свету. Отприлике трећина становништва живи у Нуку, главном и највећем граду. Други по величини град по броју становника је Сисимјут, 320 километара северно од Нуука. Трајект Arctic Umiaq Line повезује различите градове и насеља.

## Име
Име Гренланд (Grønland) долази од скандинавских досељеника, што значи „зелена земља”, док на гренландском језику Гренланд зове Kalaallit Nunaat, што у преводу значи „земља људи“. Према легендама, Ерик Црвени је протеран са Исланда због убиства. Заједно са својом породицом и робовима искрцао се на југозападни део острва. Острво је назвао Гренланд, што у преводу значи „зелено острво”, како би привукао што више људи да се доселе. Наравно, треба напоменути да је само јужни део острва зелен, бар преко лета, због струјања једног дела Голфске струје уз обалу тог дела острва.

## Историја

### Праисторија
Гренланд је острво са којег је потекло неколико палеоескимских култура у праисторији, од којих је последња, ранодорсетска култура, нестала око 200. године н. е. Сматра се да се најранији долазак Палео-Инуита на Гренланд догодио око 2500. п. н. е. Од око 2500. године п. н. е. до 800. године п. н. е, јужни и западни Гренланд били су насељени културом Сакак. Већина налаза археолошких остатака из периода Сакак налазила се око залива Диско, укључујући место Сакак, по којем је култура и добила име.
Од 2400. п. н. е. до 1300. п. н. е, постојала је култура Индепеденс I на северном Гренланду. То је био део арктичке традиције малог алата. Око 800. године п. н. е, култура Сакак је нестала, а појављује се ранодорсетска култура на западу Гренланда и култура Индепеденс II на северу Гренланда. Дорсет култура је била прва култура која се проширила по целој гренландској обалној области, како на западној тако и на источној обали. Популација културе Дорсет живела је првенствено од лова на китове и ирвасе.

### Нордијско насеље
Од 986. године западну обалу Гренланда населили су Исланђани и Норвежани, кроз контингент од 14 чамаца које је водио Ерик Црвени. Нови досељеници су основали три насеља у југозападном делу острва у којима су живели следећих 450 година, да би изненада нестали.
За време топлог средњовековног периода становништво Гренланда бавило се пољопривредом али само у плодним фјордовима у јужном делу острва. Становништво је живело од обрађивања земље, лова и трговине са осталим деловима Скандинавије. Скандинавски монаси су преобратили становнике у хришћанство, а на Гренланду је чак био постављен бискуп. Европски досељеници су живели у добрим односима са Инуитима који су се око 1200. године доселили из Северне Америке. Гренланд је 1261. године постао део Краљевине Норвешке. Норвешка је ушла у Калмарску унију 1397. и касније у персоналну унију са Данском.
После скоро пет векова живота на Гренланду, скандинавски досељеници су једноставно нестали, највероватније у 15. веку за време „малог леденог доба“ када се клима погоршала, а контакт са Европом прекинуо. Пронађене кости из тог периода указују да је тадашње становништво патило од неухрањености. Постоје и веровања да су тадашњи Гренланђани помрли од куге или да су били жртве Инуита. Неки историчари сматрају да су баскијски или енглески гусари или трговци робљем узроковали нестанак гренландских заједница. Постоје тврдње да је разлог била све сувља клима.

### Од Килског споразума до Другог светског рата
Унија Данска-Норвешка је 1721. положила право на територију Гренланда. Везе Гренланда са Норвешком прекинуте су споразумом у Килу 1814. године када је Шведска добила контролу над Норвешком, док је Данска задржала прекоморске територије које су тада обухватале неколико мањих територија у Индији, западној Африци и Карибима, као и Фарска Острва, Исланд и Гренланд. Норвешка је касније, у јулу 1931. године, окупирала део источног Гренланда. Данска и Норвешка су за помоћ у решењу спора овластиле Међународни суд правде 1933. године када Норвешка губи спор.
Почетком Другог светског рата, 9. априла 1940, Немачка окупирала је Данску чиме су везе Гренланда са Данском прекинуте и Гренланд постаје самосталан. Сједињене Америчке Државе су 8. априла 1941. године окупирале Гренланд да би га одбраниле од могуће инвазије Немачке.
Захваљујући приходима од експлоатације неколико рудника криолита, Гренланд је био у могућности да купује робу у САД и Канади. Главне ваздухопловне базе биле су у местима Нарсарсуак и Кангерлусуак.
Током овог рата, систем власти се променио: гувернер Еске Брун владао је острвом по закону из 1925. године који је омогућавао гувернерима да преузму контролу под екстремним околностима. Гувернер Аксел Сване премештен је у Сједињене Државе да предводи комисију за снабдевање Гренланда. Данска патрола Сириус чувала је североисточне обале Гренланда 1942. године користећи псеће саонице. Открили су неколико немачких метеоролошких станица и алармирали америчке трупе, које су уништиле објекте. Алберт Шпер, немачки архитекта и један од петорице највиших званичника нацистичке владе је након пропасти Нацистичке Немачке, накратко размишљао о бекству малим авионом како би се сакрио на Гренланду, али се предомислио и одлучио да се преда оружаним снагама Сједињених Америчких Држава.

### Након Другог светског рата
Гренланд је био заштићено и врло изоловано друштво до 1940. године. Данска влада задржала је строги монопол гренландске трговине, дозвољавајући само бартер размену (роба за робу) са британским китоловцима. У ратно време Гренланд је развио осећај самопоуздања кроз самоуправу и независну комуникацију са спољним светом. За време рата, Гренланђани су стекли корисна искуства у вођењу државе као и у спољној политици.
Међутим, 1946. године у извештају савета Гренланда (Landsrådet) предложено је да се не праве никакве радикалне реформе система. Две године касније, направљени су први кораци ка промени државног уређења. Године 1950. у прогласу стоји да је Гренланд модерна социјална држава са Данском као спонзором и примером. Данским уставом од маја 1953, Гренланд је постао интегрални део Данске монархије и добија представнике у данском Фолкетингу. Са Данском 1972. године улази у ЕУ, а 1979. године, као последица референдума, Гренланд је добио локалну власт - сопствену извршну власт, парламент (иако и даље даје два представника у данском парламенту) и судове, али је Данска задржала контролу над спољним пословима. На новом референдуму у фебруару 1982. године, грађани Гренланда су, тесном већином, одлучили да Гренланд иступи из Европске уније, што је и довршено, 1985. године.
Према резултатима референдума одржаног у новембру 2008. године, гренландске власти од 2009. године преузимају судски систем острва и унутрашњу политику, док у ингеренцији Данске остају спољашња политика и одбрана острва.

### Независност Гренланда
После Другог светског рата, Сједињене Америчке Државе су развиле геополитички интерес за Гренланд, а 1946. године САД су понудиле откуп острва од Данске за 100.000.000 долара. Данска је одбила ту понуду. Разлог америчке „загрејаности“ за Гренланд била је чињеница да је он (Гренланд) узрок многим климатским променама на северној хемисфери, тако да онај ко има податке о времену на Гренланду може да предвиди стање климе изнад северног Атлантика и западне Европе, што је (имајући у виду (не)развијеност глобалних метеоролошких служби у оно време) представљало значајну стратешку предност у односу на Источни блок. Проблем је разрешен тек 10 година касније, споразумом из априла 1951. којим је дато право Данској да, у наредних 20 година, остварује право контроле над главном америчком војно-поморском базом на Гренланду, као и да заснива заједничка (са САД) одбрамбена подручја (пре свега радио и метеоролошке инсталације). Овај уговор је представљао само формалност, који је, у суштини, дао легитимитет даљем присуству америчких војних снага на Гренланду, пошто је две године раније (1949) основан НАТО савез, чији је члан, од оснивања, била и Данска, а чланице НАТО пакта су у обавези да уступе војне базе за потребе Савеза, али имају право да постављају нека ограничења. А управо то је, овим уговором, одузето Данској. У августу 2019. године, амерички председник Доналд Трамп поново је предложио куповину земље, подстичући премијера Гренланда Ким Киелсена да изјави: „Гренланд се не продаје и не може се продати, али Гренланд је отворен за трговину и сарадњу са другим земљама - укључујући и Сједињене Америчке Државе.”
Данским уставом из 1953. године, колонијални статус Гренланда престао је када је острво било укључено у Данску. Данско држављанство проширено је на Гренланђане. Данска политика према Гренланду састојала се у културне асимилацији Гренланђана. Током овог периода, данска влада промовисала је искључиву употребу данског језика у службеним стварима и тражила од Гренланђана да одлазе у Данску на своје средње образовање. Много гренландске деце одрасло је у интернатима на југу Данске, а један број је изгубио културне везе са Гренландом. У томе је делимично успела. Гренландска елита је почела да поново гради гренландски културни идентитет. Покрет се развио у корист независности, достигавши врхунац 1970-их. Као последица политичких компликација у вези са уласком Данске на заједничко европско тржиште 1972. године, Данска је почела да тражи другачији статус за Гренланд, што је резултирало Законом о локалној владавини из 1979.
То је Гренланду дало ограничену аутономију са сопственим законодавством које је преузимало контролу над неким унутрашњим питањима, док је парламент Данске задржао потпуну контролу спољне политике, безбедности и природних ресурса. Закон је ступио на снагу 1. маја 1979. Данска краљица Маргарета II и даље је остала шеф Гренланда. Гренланд је 1985. године напустио Европску економску заједницу (ЕЕЗ), јер се није слагао са прописима о комерцијалном риболову и забрани производа од коже фока. Гренландски гласачи на референдуму 25. новембра 2008. године подржали су већу аутономију Гренланда.
Гренланд је 21. јуна 2009. добио управу над правосудним пословима, полицијом и природним ресурсима. Такође, Гренланђани су према међународном праву препознати као засебан народ. Данска задржава контролу над спољним пословима и питањима одбране. Данска подржава економију Гренланда у виду годишње бесповратне помоћ у износу од 3,2 милијарде данских круна, али како Гренланд почиње да прикупља приходе од својих природних ресурса, дотација ће се постепено смањивати. Ово се генерално сматра кораком ка коначној пуној независности од Данске. Гренландски језик је проглашен јединим службеним језиком Гренланда на историјској церемонији.

## Географија
Гренланд заузима површину од 2.166.086 km², од чега је 1.755.637 km² (81%) прекривено ледом. Обала је дугачка 39.330 km, што је скоро једнако дужини Екватора. Тежина леденог покривача је у унутрашњости острва створила кањон од око 300 m испод нивоа мора. Сва насељена места се налазе поред обале која није прекривена ледом. Највише становника живи на западној обали. Територија на североистоку, која укључује делове Северног Гренланда и Источног Гренланда није део ниједне административне јединице, већ је место на којем се налази највећи национални парк на свету, Североисточни гренландски национални парк.
У централном делу Гренланда, који је прекривен ледом, налазе се најмање четири научноистраживачке станице и кампа. Радио-станица Jørgen Brøndlund Fjord је до 1950. била најсевернија стална станица на свету.
Перијева Земља, полуострво на северу Гренланда, није прекривено ледом зато што је ваздух превише сув да би се формирао и одржао снежни покривач. Када би се цео ледени покривач отопио са Гренланда, ниво мора би нарастао за 7 m и Гренланд би највероватније постао архипелаг.
Између 1989. и 1993. амерички и европски климатолози су, анализирајући узорке из глечера (са дубине од 3,2 km), дошли до података који указују на честе и драстичне климатске промене на северној хемисфери у последњих 100.000 година. Фебруара 2006. истраживачи су објавили да се глечери на Гренланду топе два пута брже у поређењу са подацима од пре пет година. Године 2005. израчунали су, захваљујући сателитским снимцима, да се годишње топи око 216 km² глечера. Швајцарски научници су израчунали да се 2006. зимска температура повећала за 12 °C у поређењу са 1991. годином.

### Инландајс Гренланда
Инландајс захвата површину од 1 833 900 km² односно око 5/6 површине острва. Његово образовање почело је пре 3,5 милиона година. Највећу ширину има у обалском подручју где су планински венци. У овом подручју запажају се леднички језици од којих неки досежу и до морске обале. Хумболтов ледник један је од њих. Ширина чела овог ледника достиже 100 km. Инландајс је најдебљи у средишњем делу, где достиже до 3.408 m. Брзина његовог кретања је 0,08 m на дан, а ледничких језика од 3 до 27 m на дан.
Већи део инландајса не завршава се у мору те се на његовом ободу јављају морене. Оне су обрасле вегетацијом.

## Слике са Гренланда
- Југоисточна обала
- Фјордови у јужном Гренланду
- Глечер

## Политика
Гренланд има своју аутономну управу унутар Краљевине Данске од 1979. године. Извршна власт припада влади, док је законодавна власт у рукама владе и парламента (Landsting). Судска власт је независна од владе и парламента. Шеф државе Гренланд је дански монарх, тренутно Фредерик X. Краљева влада у Данској именује представника (Rigsombudsmand) данске владе и монарха. Гренланд има парламент од 31 члана који се бирају на изборима.

### Политички систем
Партијским системом доминирају социјалдемократска напредњачка странка и демократска социјалистичка партија Инуитске заједнице, које у великој мери заговарају већу независност од Данске. Доминација ове две партије почела је да опада на последњим изборима, али су и даље две најјаче партије.

### Влада
Шеф државе Гренланда је дански краљ Фредерик X. Краљева влада у Данској именује високог комесара (Ригсомбудсманд) који ће је представљати на острву. Гренландска изборна јединица бира два посланика у парламенту Краљевине (Фолкетингет) у Данској, од укупно 179. Гренланд има национални парламент који се састоји од 31 посланика. Владу именује премијер. Шеф владе је премијер, обично лидер већинске странке у парламенту.

### Војска
Неколико америчких и данских војних база налази се на Гренланду, укључујући ваздухопловну базу Туле, која је дом глобалне мреже сензора 21. свемирског крила свемирских снага Сједињених Америчких Држава.
Политички скандал потресао је Данску 1995. године након што је извештај открио да је влада дала прећутну дозволу да се нуклеарно оружје постави на Гренланду, што је у супротности са данском политиком зоне без нуклеарног оружја из 1957. године. Сједињене Америчке Државе су изградиле тајну базу на нуклеарни погон, названу Camp Century. Боинг B-52 са 4 нуклеарне бомбе срушио се 21. јануара 1968. године приликом слетања у ваздушну базу Туле. Настали пожар проузроковао је велико радиоактивно загађење. Једна хидрогенска бомба је изгубљена.

### Административне подела
- Подела Гренланда на округе (до 2009)
- Подела Гренланда на општине (од 2009)

Ранија подела (до 2009) Гренланда укључивала је подељену на три округа (Landsdele):
- Северни Гренланд (дан. Nordgrønland), која се састоји од
- Западног Гренланда
- Источног Гренланда

Од 2009. године, Гренланд се дели на четири општине и један национални парк:
| #    | Грб | Српски назив    | Гренландски назив                        | Главни град | Популација | Површина (km²) | Поп./km² |
| ---- | --- | --------------- | ---------------------------------------- | ----------- | ---------- | -------------- | -------- |
| 1    |     | Касуитсуп       | Qaasuitsup                               | Илулисат    | 17 749     | 660 000        | 0        |
| 2    |     | Кеката          | Qeqqata                                  | Сисимијут   | 9 667      | 115 500        | 0.1      |
| 3    |     | Сермерсок       | Sermersooq                               | Нук         | 21 232     | 531 900        | 0        |
| 4    |     | Кујалек         | Kujalleq                                 | Какорток    | 7 589      | 32 000         | 0.2      |
| NGNP | —   | Национални парк | Kalaallit Nunaanni nuna eqqissisimatitaq | Местерсвиг  | 40         | 972 000        | 0        |
| -    |     | Гренланд        | Kalaallit Nunaat                         | Нук         | 56 615     | 2 116 086      | 0.1      |

### Међународни односи
Међународни односи Гренланда су у надлежности Данске и друге државе немају дипломатске односе са Гренландом - амбасаде и конзулати страних земаља у Данској одржавају дипломатске контакте са Гренландом као и са својим држављанима на Гренланду. Као засебна држава, Гренланд је чланица неколико међународних организација: Нордијског савета, Западнонордијског савета и Нордијске банке за инвестиције.

### Гренланд и Европска унија
Гренланд је, као део Данске, постао чланица Европске заједнице 1973. године, али је Унију напустио 1985. године због спора око права на риболов. Али, пошто се ради о прекоморској територији једне од чланица ЕУ-а, Европска унија има одређени утицај, углавном на трговинске олакшице за робу са Гренланда. Гренландски грађани су грађани Европске уније, али немају право гласа на изборима Уније.

## Становништво

### Демографија
Према проценама из јануара 2020, Гренланд има око 56.081 становника. Велику већину (89,7%) чине Гренланђани (гренландски Инуити), од којих су многи потомци Инуита и данских досељеника, већину остатка становништва (7,8%) чине Данци, а 2,4 остали. Као и у скандинавским државама, већина становника припада евангелистичко-лутеранској цркви.
Готово сви Гренланђани живе уз фјордове на југозападу главног острва, које има релативно благу климу. У Нууку, главном граду, живи 18.326 људи.
Скоро сви становници говоре гренландски, дански и енглески језик.
| Нук Сисимјут | 1.  | Нук      | Сермерсок  | 18.326 | Илулисат Асијат |
| Нук Сисимјут | 2.  | Сисимјут | Кеката     | 5.582  | Илулисат Асијат |
| Нук Сисимјут | 3.  | Илулисат | Аваната    | 4.670  | Илулисат Асијат |
| Нук Сисимјут | 4.  | Асијат   | Кекерталик | 3.069  | Илулисат Асијат |
| Нук Сисимјут | 5.  | Какорток | Кујалек    | 3.050  | Илулисат Асијат |
| Нук Сисимјут | 6.  | Манитсок | Кеката     | 2.534  | Илулисат Асијат |
| Нук Сисимјут | 7.  | Тасилак  | Сермерсок  | 2.063  | Илулисат Асијат |
| Нук Сисимјут | 8.  | Уманак   | Аваната    | 1.407  | Илулисат Асијат |
| Нук Сисимјут | 9.  | Нарсак   | Кујалек    | 1.346  | Илулисат Асијат |
| Нук Сисимјут | 10. | Памиут   | Сермерсок  | 1.308  | Илулисат Асијат |

### Језици
И гренландски и дански језик користе се у јавним пословима од успостављања локалне власти 1979. године. Већина становништва може да говори оба језика. Гренландски језик постао је једини службени језик у јуну 2009. године. У пракси се дански још увек широко користи у администрацији и високом образовању. Први или једини језик је за неке данске имигранте у Нуку и другим већим градовима. Расправа о улози ова два језика у будућности земље је у току. Правопис гренландског језика успостављен је 1851. године и ревидиран 1973. Земља има стопу писмености од 100%.
Гренландски језик се понекад се назива западногренландски или гренландско-ескимски Он је ескимо-алеутски језик који се говори искључиво на Гренланду. Сличан је групи језика на северу Канаде. Гренландским језиком говори око 54.000 људи, што је више него сви остали Екисмо-Алеутски језици заједно.
Око 12% становништва говори дански као први или једини језик, посебно дански имигранти на Гренланду, од којих многи попуњавају положаје у администрацији, школи или у трговини. Док је гренландски доминантан у свим мањим насељима, део становништва Инуита који је мултиетничког порекла, посебно у градовима, говори дански језик. Већина становништва Инуита говори дански језик као други језик. У већим градовима, посебно Нуку ово је и даље велика групација.
Енглески је још један важан језик за Гренланд, који се учи у школама од прве школске године.

### Образовање
Образовање је организовано на сличан начин као и у Данској. Постоји десетогодишња обавезна основна школа, а затим и средња школа. Универзитет Гренланда у Нуку је једини универзитет. Многи Гренланђани похађају универзитете у Данској или негде другде. Јавни школски систем на Гренланду је у надлежности општина. Образовање је бесплатно и обавезно за децу узраста од седам до 16 година. Наставни језик је гренландски.
Образовање је регулисано Уредбом бр. 10 од 25. октобра 1990. године о основном и средњем образовању. Према Уредби бр. 10 од 25. октобра 1990, језичка интеграција у основним и нижим средњим школама постала је обавезна за све ученике. Циљ је сместити ученике који говоре гренландски и дански језик у исте разреде, док су претходно били смештени у одвојене разреде према њиховом матерњем језику. Истовремено, влада гарантује да говорници данског могу научити гренландски језик. На овај начин, влада Гренланда жели да пружи исто језичко, културно и социјално образовање свим ученицима, како ученицима гренландског, тако и данског порекла. Студија која је спроведена током трогодишњег пробног периода закључила је да је ова политика постигла позитивне резултате. Ова политика двојезичности на снази је од 1994. године.
Основано је око 100 школа. Гренландски језик се обично учи од вртића до краја средње школе, а дански је обавезан од првог циклуса основне школе као други језик. Гренландски студенти могу да наставе школовање у Данској, ако то желе и имају финансијска средства. За пријем у данске образовне институције, гренландски кандидати су равноправни са данским кандидатима. Стипендије се додељују гренландским студентима који су примљени у данске образовне институције. Да би испунио услове за ове стипендије, подносилац захтева мора бити дански држављанин и имати пребивалиште на Гренланду најмање пет година. Укупан период боравка ван Гренланда не може бити дужи од три године.

### Религија
Религије у Гренланду (2010):
Номадски Инуитски народ био је традиционално шаманистички, са добро развијеном митологијом која се првенствено бринула за умиривање осветољубиве морске богиње без прстију која је контролисала успех лова на фоке и китове.
Први нордијски колонисти обожавали су нордијске богове, али је Лејф Ериксон, син Ерика Црвеног преобраћен у хришћанство на путовању у Норвешку код норвешког краља Улава I. Након тога, је 999. године послао мисионаре на Гренланд. Они су брзо успоставили шеснаест парохија, основали манастире манастире и епископију у Гардару.
У 18. веку, за време данске реколонизације уследило је ширење протестантске реформације. Под покровитељством Краљевског мисионарског колеџа у Копенхагену, норвешки и дански лутерани и немачки моравски мисионари трагали су за несталим нордијским насељима, али пошто нису пронашли Нордијце, почели су христијанизацију Инуита. Главне фигуре у христијанизацији Гренланда биле су Ханс и Паул Егеде. Први превод библије на гренландски језик урађен је тек 1900. године, а побољшани превод 2000. године.
Данас је главна религија протестантизам. Данска црква је државна религија уставом Данске. Римокатоличкој мањини пасторално служи Римокатоличка бискупија у Копенхагену.

## Економија
Почетком 90-их година 20. века Гренланд је почео економски стагнирати, али се ситуација почела побољшавати 1993. године. Почетком 80-их влада Гренланда је увела рестриктивну фискалну политику и успела је да стабилизује буџет и постигне ниску инфлацију. Од 1990. године трговински дефицит је почео да се повећава затварањем последњих рудника цинка и олова. Данас Гренланд зависи од рибарства и извоза рибе, а шкампи су главни извозни артикал. Туризам је једини сектор који има перспективу раста, али раст је граничен због кратке сезоне и великих трошкова. Јавни сектор, укључујући јавна предузећа, игра значајну улогу у економији Гренланда. Око 30% БДП-а и 60% прихода државног буџета долазе од данске владе што значајно повећава стандард становништва Гренланда.
- БДП - 1,1 милијарда $
- раст БДПа - 1,8% (2001)
- БДП-ППП по становнику - 20.000 $

### Туризам
Туризам се значајно повећао између 2010. и 2019. године, при чему се број посетилаца повећао са 460.000 годишње на 2 милиона. Један извор је проценио да је у 2019. приход од овог аспекта економије био око 450 милиона круна (67 милиона америчких долара). Као и многи аспекти економије, ово се драматично успорило 2020. и 2021. године, због ограничења која су потребна као резултат пандемије ковида 19. Један извор описује туризам као „највећу економску жртву коронавируса“ на Гренланду. Укупна економија није патила прејако од средине 2020. године захваљујући рибарству „и позамашним субвенцијама из Копенхагена“. Очекује се да ће се туризам опоравити 2021. године, а циљ Гренланда је да га развије „како треба“ и да „дугорочно изгради одрживији туризам“.

### Саобраћај
Између градова практично нема путева, јер обала има много фјордова који би захтевали трајектну везу за повезивање путне мреже. Једини изузетак је макадамски пут дужине 5 km (3,1 mi) између Кангилингуита и сада напуштеног рударског града Ивитута у коме се експлоатисао минерал криолит. Поред тога, недостатак пољопривреде, шумарства и сличних активности на селу значило је да је изграђено врло мало сеоских путева. Постоји ваздушни превоз како унутар Гренланда, тако и између острва и других држава. Такође, постоји редовни саобраћај бродом, али велике удаљености доводе до дугог времена путовања. На Гренланду не постоји железнички саобраћај.
Аеродром Кангерлусуак је највећи аеродром и главно ваздухопловно чвориште за међународни превоз путника на Гренланду. Служи за лет међународних и домаћих авиокомпанија. удаљен је 317 километара од главног града Нука.
Аеродром Нук је други по величини аеродром који се налази на само 6,0 км од центра престонице. Аеродром има свакодневне или редовне домаће летове унутар Гренланда. Такође, постоје међународни летови до Исланда, а на њега слећу пословни и приватни авиони.
Аеродром Илулисат је домаћи аеродром који такође служи међународним летовима за Исланд. На Гренланду постоји укупно 13 регистрованих цивилних аеродрома и 47 хелиодрома. Већина њих је неасфалтирана и налази се у руралним областима. Друга најдужа писта је у Нарсарсуаку, домаћем аеродрому на југу Гренланда са ограниченом међународном линијом.
Свим питањима цивилног ваздухопловства бави се Данска управа за транспорт. Већина аеродрома, укључујући аеродром Нук, има кратке писте и могу их опслуживати само прилично мали ваздухоплови. Аеродром Кангерлуссуак, удаљен око 100 километара од западне обале, главни је аеродром Гренланда и средиште за домаће летове. Међународни летови са Исланда због мале величине авиона возе само до Исланда, где се преседа и затим се наставља ка другим градовима у Европи и Северној Америци.
Авио-компанија Ер Гренланд која је у власништву владе Гренланда, управља флотом од 32 авиона, укључујући 1 авион који се користи за прекоокеанске и чартер летове. Поседује 9 летелица које првенствено опслужују домаћу мрежу и 22 хеликоптера. Исландска авио-компанија ИсландерArctic Umiaq Line обавља летове из Рејкјавика до бројних аеродрома на Гренланду, а компанија промовише могућност једнодневног путовања са Исланда за туристе.

## Култура
Већина становника Гренланда вуче порекло од народа Инуит тако да је гренландска култура под великим упливом инуитских обичаја и традиције. Већина становника бави се риболовом испод леда и организовањем трка паса са саоницама током целе године а те активности су почеле привлачити и туристе.
У северозападном делу који се назива Северни Гренланд (Thule регион), региону величине Немачке, живи око 1.000 становника. Данас чак и мала насеља на северу имају струју коју производе мали дизел агрегати. Због тих додатних трошкова барем један члан породице се мора запослити, а то углавном буде женски члан (жена, кћи или мајка) да би се мушкарци могли посветити лову. Због тога се код жена традиционални обичаји много брже губе него код мушкараца.

## Спорт
Спорт је важан део гренландске културе, јер је становништво генерално прилично активно. Главни традиционални спорт на Гренланду су арктички спорт, облик рвања за који се сматра да је настао у средњем веку.
Популарни спортови су фудбал, атлетика, рукомет и скијање. Рукомет се често назива националним спортом, а мушка рукометна репрезентација Гренланда је 2001. године била сврстана међу 20 најбољих на свету. Фудбал је популарни спорт, иако Гренланд није члан ФИФЕ. Фифина правила налажу да сваки национални тим мора имати један травнати терен за међународне утакмице. Међутим, на Гренланду то није могуће због оштре климе па су челници ФИФЕ изјавили да ће Гренланд бити примљен у ФИФУ уколико изгради терен са вештачком травом.
Гренланд има одличне услове за скијање, риболов, сноубординг, пењање по леду и пењање по стенама, мада је шира јавност преферира планинарење и планинарење. Иако је окружење земље углавном неприкладно за голф, на острву ипак постоје терени за голф. Гренланд је други пут домаћин домаћих двогодишњих међународних такмичења, највећег светског мултиспортског и културног догађаја за младе Арктика 2016. године.

#### Лов
Лов је веома важан део културе Гренланђана и један од основних начина преживљавања у овом изолованом делу света. Ловци носе медвеђе и ирвасово крзно као одећу и обућу. Међутим, у последње време, под притиском организација за заштиту природе и животиња, власти на Гренланду су морале ограничити лов на већину врста. Од јануара 2006. та квота је максимално 150 поларних медведа годишње.